# فوروره
فوروره (به ایتالیایی: Furore) یک کومونه در ایتالیا است که در استان سالرنو واقع شده‌است.

## خصوصیات
فوروره ۱٫۷۳ کیلومترمربع مساحت و ۸۵۰ نفر جمعیت دارد و ۲۵۰ متر بالاتر از سطح دریا واقع شده‌است.